# Яковлева, Матрёна Ивановна
Матрёна Ивановна Яковлева (18 ноября 1894; Российская империя, Пермская губерния; окраина села Буб, Сивинский район — 31 мая 1995; село Буб) — труженица, крестьянка, колхозница.

## Биография
Матрёна Ивановна Яковлева родилась 18 ноября 1894 года в Пермской Губернии Сивинского района, недалеко от села Буб, на окраине.
В 1930-е года вступила в колхоз «Ромашинский» Бубинского сельсовета и проработала в нём до 1978 года.
Началась война. В конце 1942 года Матрёна проводила на фронт мужа. По радио без конца сообщали о жестоких боях под Сталинградом. Матрёна переживала за своего мужа и решила продать всё, что у неё было, что бы помочь на войне новым самолётом. Когда в Сивинское отделение госбанка зашла бабушка Матрёна с холщевым мешком за плечами и развязав мешок, она вывалила на стойку перевязанные суровой ниткой пачки денег.
– Вот, примите, пожалуйста, – тихо сказала она. – Здесь сто тысяч. Мне говорили, на самолет хватит.
Под нож ушла вся домашняя живность: корова с теленком, свиньи, овцы, птица. Мясо продавала на рынке в Перми. Вслед за скотом ушли из дома и все съестные запасы: мед со своей пасеки, масло, мука, соленья и варенья.
Позже её муж Сергей вернулся с фронта. Был ранен с фашистской пулей, которая застряла в сердце. В итоге, пожил он недолго, но это и было счастьём для Матрёны, увидеть своего мужа.
В последние годы жизни, Матрёна проживала одинокую жизнь с племянницей. Колхоз построил для них просторный дом в селе Буб. В этом доме Матрёна Ивановна отметила столетний юбилей. Умерла 31 мая 1995 года. Из этого дома её и проводили в последний путь.

## Личная жизнь
Вышла замуж за жителя д. Бровилята Сергея Яковлева. Жили своим хозяйством.
Своих детей не было — взяли на воспитание мальчика с Украины Семена Ерещенко. Его родители были репрессированы. С шестнадцати лет Семен начал работать в колхозе трактористом.
Через какое то время Семён нашёл своих родных и уехал проживать к ним.

## Память о Матрёне
- В Пермском крае поставили памятник Матрёне Ивановне, которая в войну купила для фронта боевой самолёт[4][5][6].